# 高血鈣
高血鈣（Hypercalcaemia）是指血液中的鈣離子（Ca2+）過高的疾病。人體一般血鈣濃度在2.1–2.6 mmol/L （8.8–10.7 mg/dL, 4.3–5.2 mEq/L），若濃度高於2.6 mmol/L，就是高血鈣。輕度高血鈣或血中鈣離子緩慢增加者通常沒有症狀。在那些血鈣濃度較高或起效較快的人中，症狀可能包括腹痛、骨頭疼痛、意識混亂、情緒沮喪、虛弱、腎結石或是心率不整，甚至造成心臟驟停。
大多數高血鈣是由原發性副甲狀腺功能亢進或癌症引起的。其他原因包括類肉瘤病、結核病，佩吉特病（Paget's disease of bone）、維生素D中毒、家族性低尿鈣高血鈣症或是服用某些藥物，如鋰鹽和氢氯噻嗪。高血鈣的診斷程序中應在一周後，確認已校正的血鈣或游離鈣離子濃度。在心电图上可以看到特定的型態。
除了治療根本原因外，其他處置包括靜脈輸液、呋塞米、降鈣素或裴米卓耐特二鈉治療。呋塞米（Furosemide）的治療效果很差。血鈣濃度極高的人，可能需要住院治療。血液透析可用在那些對其他治療無反應的人。對維生素D中毒的患者，高血鈣症相當常見，類固醇可能可以用在治療上。原發性副甲狀腺功能亢進發生率約為千分之1-7之間，高血鈣症發生在約2.7％的癌症患者中。

## 參看
- 低鈣血症
- 電解質不平衡